# El Colegio de México
El Colegio de México (COLMEX), és una institució pública mexicana d'educació superior i investigació en les Ciències socials i Humanitats. Va ser fundada el 8 d'octubre, 1940 pel govern federal, el Banc central de Mèxic, la Universitat Nacional Autònoma de Mèxic i el Fons de Cultura Econòmica. Va tenir com antecedent immediat "La Casa de España en México" (1938-1940), institució que al seu torn va ser creada pel govern del president Lázaro Cárdenas per a donar treball als intel·lectuals espanyols que hi van emigrar per la Guerra civil espanyola. Des de 1998 opera com a institució autònoma.
Des de la seva creació i fins al 1958, el COLMEX va estar presidit per Alfonso Reyes. Durant aquells anys van ser creats diversos centres d'investigació especialitzats: el Centro de Estudios Históricos (1941) i el Centro de Estudios Sociales (1943), El Centro de Estudios Lingüísticos y Literarios (1947). Posteriorment es va crear el Centro de Estudios Internacionales (1960) i el Centro de Estudios Económicos y Demográficos (1964). El 1976 el COLMEX es va instal·lar en l'edifici on actualment té la seu al sud de la ciutat de Mèxic.
L'any 2001 li fou concedit el Premi Príncep d'Astúries de Ciències Socials, juntament amb el jurista Juan Iglesias Santos.